# Carlos Simon
Carlos Eugênio Simon est un arbitre de football brésilien, né le 3 septembre 1965 à Braga dans l'État du Rio Grande do Sul. Simon est aussi journaliste et il travaille à Fox Sports Brasil.

## Carrière d'arbitre
Carlos Simon est arbitre de la FIFA depuis 1998. Le premier match international qu'il a dirigé était la rencontre opposant l'Équateur au Pérou le 29 juin 2000.
Il a officié en tant qu'arbitre pendant les tournois suivants :
- Coupe du monde de football 2002, 2006 et 2010
- Phase qualificative de la coupe du monde de football 2006 et 2010
- Copa América 2001 et 2007
- Coupe intercontinentale 2002
- Coupe du monde des clubs 2009

Il fait partie de la liste des 38 arbitres pré-sélectionnés pour participer à la coupe du monde de football 2010.